# Gräbendorf
Gräbendorf è una frazione del comune tedesco di Heidesee, nel Brandeburgo.

## Storia
Gräbendorf fu nominata per la prima volta nel 1272.

Costituì un comune autonomo fino al 2003.